# Greta boliviana
Greta boliviana är en fjärilsart som beskrevs av Richard Haensch 1903. Greta boliviana ingår i släktet Greta och familjen praktfjärilar. Inga underarter finns listade i Catalogue of Life.